# Corinne Griffith
Corinne Mae Griffith (født 21. november 1894, død 13. juli 1979) var en amerikansk filmskuespiller. Hun medvirkede i 70 film og var en meget populær stumfilmsstjerne i 1920'erne. Hun stoppede sin karriere i 1932, men medvirkede dog i filmen Paradise Alley fra 1962. Hun blev nomineret til en Oscar for bedste kvindelige hovedrolle i 1930, for sin præstation i filmen The Divine Lady.
For sit bidrag til filmbranchen har hun en stjerne på Hollywood Walk of Fame på 1560 Vine Street.